# S-скриня
У криптографії, S-скриня, S-блок (англ. Substitution-box, S-box) — це засадничий складник шифрування з симетричними ключами, який виконує підстановки. По суті це звичайна таблиця підстановки. У блочних шифрах їх здебільшого використовують для приховування зв'язків між ключем і шифротекстом — властивість плутанини введена Шенноном.
Загалом, S-скриня приймає m біт на вхід і перетворює їх в n біт на виході, де n не завжди дорівнює m. m×n S-скриню можна втілити як таблицю пошуку з 2m слів n бітів кожне. Сталі таблиці звичайно використовуються в DES, але в деяких шифрах таблиці створюються динамічно як похідні від ключа (наприклад, алгоритми шифрування Blowfish і Twofish).[джерело?]

## S-скрині в DES
Одним з добрих прикладів сталої таблиці є ця 6×4-бітів S-скриня з DES (S5):
| S5            | S5 | Внутрішні 4 біти на вході | Внутрішні 4 біти на вході | Внутрішні 4 біти на вході | Внутрішні 4 біти на вході | Внутрішні 4 біти на вході | Внутрішні 4 біти на вході | Внутрішні 4 біти на вході | Внутрішні 4 біти на вході | Внутрішні 4 біти на вході | Внутрішні 4 біти на вході | Внутрішні 4 біти на вході | Внутрішні 4 біти на вході | Внутрішні 4 біти на вході | Внутрішні 4 біти на вході | Внутрішні 4 біти на вході | Внутрішні 4 біти на вході |
| S5            | S5 | 0000                      | 0001                      | 0010                      | 0011                      | 0100                      | 0101                      | 0110                      | 0111                      | 1000                      | 1001                      | 1010                      | 1011                      | 1100                      | 1101                      | 1110                      | 1111                      |
| ------------- | -- | ------------------------- | ------------------------- | ------------------------- | ------------------------- | ------------------------- | ------------------------- | ------------------------- | ------------------------- | ------------------------- | ------------------------- | ------------------------- | ------------------------- | ------------------------- | ------------------------- | ------------------------- | ------------------------- |
| Зовнішні біти | 00 | 0010                      | 1100                      | 0100                      | 0001                      | 0111                      | 1010                      | 1011                      | 0110                      | 1000                      | 0101                      | 0011                      | 1111                      | 1101                      | 0000                      | 1110                      | 1001                      |
| Зовнішні біти | 01 | 1110                      | 1011                      | 0010                      | 1100                      | 0100                      | 0111                      | 1101                      | 0001                      | 0101                      | 0000                      | 1111                      | 1010                      | 0011                      | 1001                      | 1000                      | 0110                      |
| Зовнішні біти | 10 | 0100                      | 0010                      | 0001                      | 1011                      | 1010                      | 1101                      | 0111                      | 1000                      | 1111                      | 1001                      | 1100                      | 0101                      | 0110                      | 0011                      | 0000                      | 1110                      |
| Зовнішні біти | 11 | 1011                      | 1000                      | 1100                      | 0111                      | 0001                      | 1110                      | 0010                      | 1101                      | 0110                      | 1111                      | 0000                      | 1001                      | 1010                      | 0100                      | 0101                      | 0011                      |

Дані 6 бітів на вході і 4-біти на виході знаходяться через вибір рядка використовуючи зовнішні два біти (перший і останній), а стовпчик знаходиться по чотирьох внутрішніх бітах. Наприклад, вхід "011011" має зовнішні "01" і внутрішні біти "1101"; відповідний вихід "1001".
У своїх коментарях NSA відзначило такі вимоги до дизайну S-скриньок:
1. Жодна S-скриня не є лінійною або афінною функцію від свого входу.
2. Зміна 1 входового біту має як наслідок зміну щонайменше 2 бітів на виході.
3. S(x) і S(x+001100) мусять різнитись не менш як двома бітами.
Наступні, NSA відзначила як «спричинені вимогами до дизайну»:
4. S(x) =/= S(x+11ab00) для будь-якого вибору a і b.
5. S-скрині обирали таким чином, щоб мінімізувати різницю між кількістю 1 і 0 у будь-якому виході S-скрині за умови сталості одного входового біту.
Інший наслідок умов дизайну зауважили Мейєр і Матяс:
6. Зумисно відібрані S-скриньки потребують для втілення значно більше мінтермів ніж довільно обрані.
Після винайдення диференціального криптоаналізу, Дон Копперсміт оприлюднив умови використані при розробці S-скриньок:
1. Кожна S-скринька повинна мати 6 біт на вході і 4 на виході. (У 1974 це був найбільший розмір S-скриньки, який можна була використати так, щоб DES вписувався в один чип.)
2. Жоден виходовий біт S-скриньки не повинен бути занадто близьким до лінійної функції від входових бітів. (S-скриньки єдина нелінійна складова DES. В їхній нелінійності полягає сила алгоритму.)
3. Кожен «рядок» S-скриньки повинен містити всі можливі виходи. (Це увипадковлює вихід.)
4. Якщо два входи різняться одним бітом, їх виходи мають різнитись не менше ніж двома бітами.
5. Якщо два входи S-скриньки різняться двома середніми бітами, їх виходи повинні різнитися щонайменше двома бітами. (Ця й попередня умови забезпечують певне поширення.)
6. Якщо два входи S-скриньки різняться своїми першими двома бітами й мають однакові останні, виходи мають бути різними.
7. Для будь-якої 6-бітної різниці між входами, не більше ніж 8 з 32 пар входів, що проявляють таку різницю, можуть проявлятись в такій самій різниці виходів.

Копперсміт зауважив, що кращою другою умовою була б:
2’. Жодна лінійна комбінація входових біт для S-скрині не має бути занадто близькою до лінійної функції від входових біт.
8 S-скриньок алгоритму DES були предметом наполегливих досліджень впродовж багатьох років, щоб перевірити, чи не залишили розробники чорний вхід.

### Приклад невдалої S-скрині
Розглянемо:
{\displaystyle S_{i}(x_{1},x_{2},...,x_{6})=(x_{2}\oplus x_{3},x_{1}\oplus x_{4}\oplus x_{5},x_{1}\oplus x_{6},x_{2}\oplus x_{3}\oplus x_{6})}
або тотожно:
{\displaystyle S_{i}(x)=A_{i}\cdot x{\pmod {2}}}
{\displaystyle {\begin{pmatrix}0&1&1&0&0&0\\1&0&0&1&1&0\\1&0&0&0&0&1\\0&1&1&0&0&1\end{pmatrix}}\times {\begin{pmatrix}x_{1}\\x_{2}\\x_{3}\\x_{4}\\x_{5}\\x_{6}\end{pmatrix}}={\begin{pmatrix}x_{2}\oplus x_{3}\\x_{1}\oplus x_{4}\oplus x_{5}\\x_{1}\oplus x_{6}\\x_{2}\oplus x_{3}\oplus x_{6}\end{pmatrix}}}

Тоді {\displaystyle S_{i}} є лінійною функцією.

## S-скриня в AES
S-скриня утворюється визначанням обернених елементів для входу в {\displaystyle GF(2^{8})=GF(2)[x]/(x^{8}+x^{4}+x^{3}+x+1),} скінченне поле Rijndael (нуль,який не має оберненого, встановлюється в нуль). Обернений елемент потім піддається афінному перетворенню. Зворотна S-скриня є просто S-скриня запущена в протилежному напрямку. S-скриня працює як таблиця пошуку.